# N323 (België)
De N323 is een gewestweg in Kortrijk, België. De weg verbindt de N43 via de Condédreef met het verkeersknooppunt Kortrijk-Zuid / Hoog-Kortrijk. Dit verkeersknooppunt wordt ook wel het Ei van Kortrijk genoemd. De weg heeft een globale lengte van ongeveer 1,1 kilometer.

## N323a
De N323a is een aftakkingsweg van de N323 vanaf het knooppunt Kortrijk-Zuid. De weg kent een lengte van ongeveer 1,1 kilometer. De weg verbindt de N323/R8/A14 E17 via de Beneluxlaan met de N50.

## N323b
De N323b is een aftakkingsweg van de N323a tussen de N50 en het AZ Groeninge. De weg verloopt via de President Kennedylaan en is ongeveer 1 kilometer lang waarbij het onderweg met een rotonde de N323a kruist.